# Randy Jackson
Steven Randall "Randy" Jackson (Gary, 29 de outubro de 1961) é um cantor e músico estadunidense, membro da Família Jackson.

## Biografia

### Início de vida
Mais conhecido como Little Randy, ele foi o nono filho de Katherine e Joseph Jackson.

## Carreira

### 1975-84:The Jackson 5
Randy foi integrante da banda The Jackson Five, cujo irmão mais famoso foi Michael Jackson. Inicialmente, o músico não fazia parte da banda de seus irmãos. Ele se tornou integrante quando a banda se transferiu da Motown para a Epic Records - em busca de escrever suas próprias canções - e Jermaine permaneceu na antiga gravadora e iniciou sua carreira solo.

### 1984-89: Carreira solo
Além de fazer sucesso com os Jacksons, também teve destaque cantando com a irmã Janet o sucesso “Love is Strange”, da dupla de R&B Mickey & Silvia.
Depois do fim dos The Jacksons, no fim dos anos 80, criou a própria banda, Randy & the Gypsys, que rendeu apenas um álbum.

### 1989-presente: Saída da carreira artística
Logo após o fim de sua banda, Randy largou a música e passou a ganhar a vida consertando carros. 

## Vida pessoal

### Relacionamentos
O cantor é pai de Genevieve, Stevena e Steven Randall Jackson, Jr.

### Acidente automobilístico
Em 1979, Randy sofreu um acidente automobilístico e os médicos que dele cuidaram o disseram que nunca mais andaria e muito menos dançaria, fato que o músico se recusou a acreditar.